# حزامية رأس الرجاء
حزامية رأس الرجاء (الاسم العلمي: Zostera capensis) هي نوع من النباتات يتبع جنس الحزامية من الفصيلة الحزامية.